# Uredinium

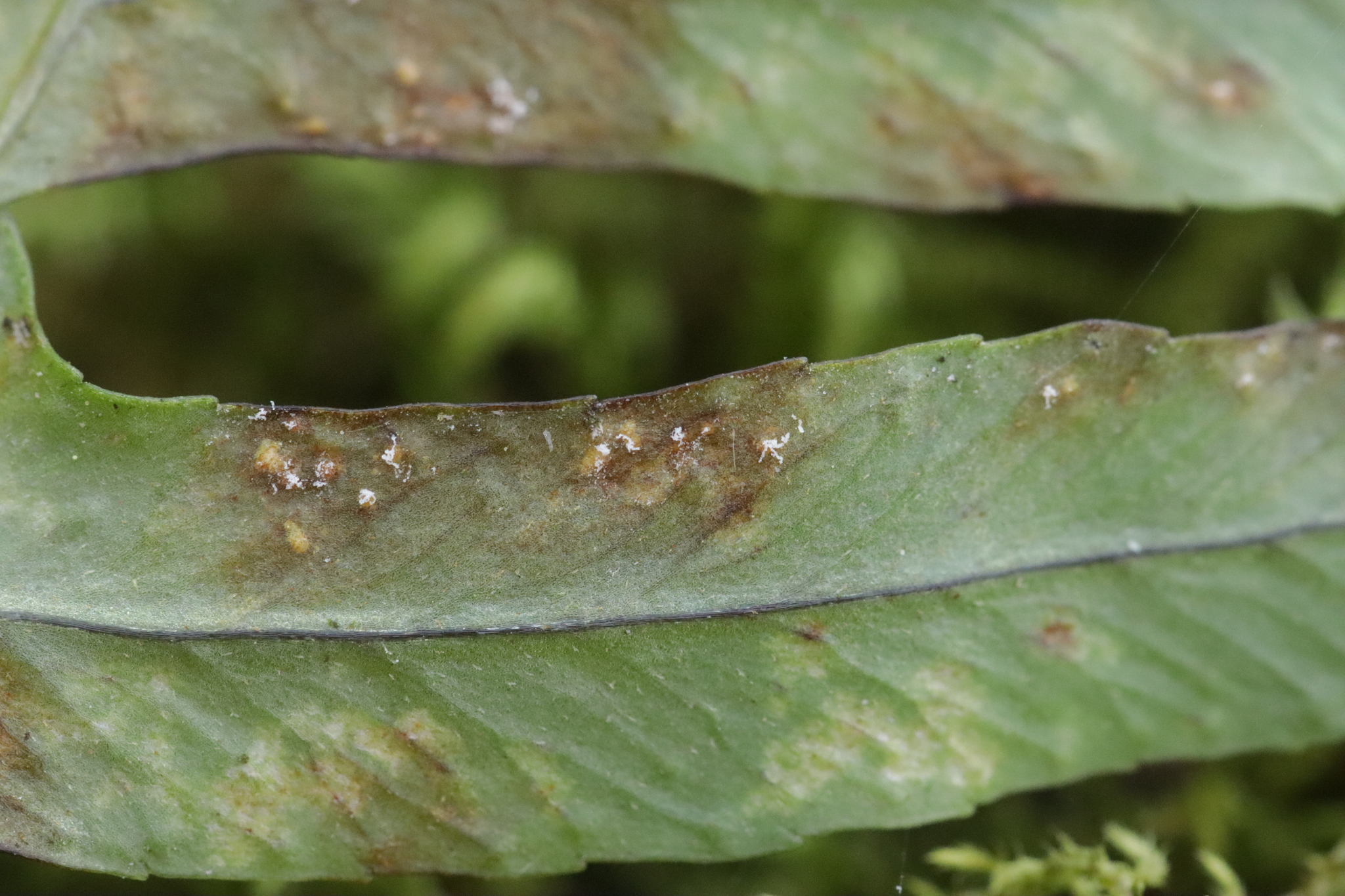
Uredinia van eikvarenroest (Milesina dieteliana) op gewone eikvaren. De urediniosporen worden als witte draadjes naar buiten geperst.

Een uredinium of uredosorus (meervoud uredinia, respectievelijk uredosori) is een vegetatief voortplantingsorgaan van roesten dat urediniosporen vormt. Het uredinium bestaat uit een tweekernig mycelium (zwamvlok) en is gevormd uit een kiemende aecidiospore of een kiemende urediniospore. In een uredinium komen naast urediniosporen ook parafysen (steriele hyfen) voor. Aan het eind van het groeiseizoen gaan de uredinia over in telia. De code voor uredinia van de determinatiesleutel is II en die voor urediniosporen is IIsp.

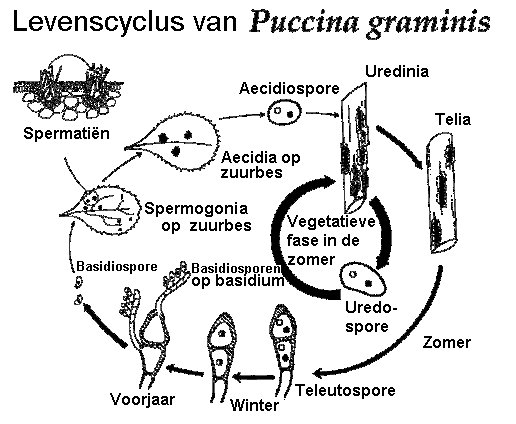
Levenscyclus van zwarte roest

Bij de geslachten met de meeste soorten, zoals Puccinia en Uromyces ontwikkelen zich aan weerszijden van de bladeren uredinia gepaard gaande met bladvlekken. Ze kunnen ook op stengels voorkomen, zoals bij zwarte roest. Het zijn veelal kaneelbruine of roestbruine puistjes, die in een vroeg stadium nog bedekt zijn door de epidermis. Maar het kunnen ook geelachtige tot feloranje kussentjes, zoals bij Melamspora en Coleosporium of puistjes zijn, zoals bij Pucciniastrum. Een bijzonder kenmerk zijn de wit kleurende uredinia van het geslacht Milesina, waarvan de waardplanten varens zijn. Sommige soorten, zoals moerasspirearoest (Triphragmium ulmariae), produceren primaire en secundaire uredinia die verschillen in hun macroscopische en microscopische kenmerken.
Bij veel soorten, die geen aecia vormen, zijn er primaire uredinia met spermogonia en secundaire uredinia zonder spermogonia.

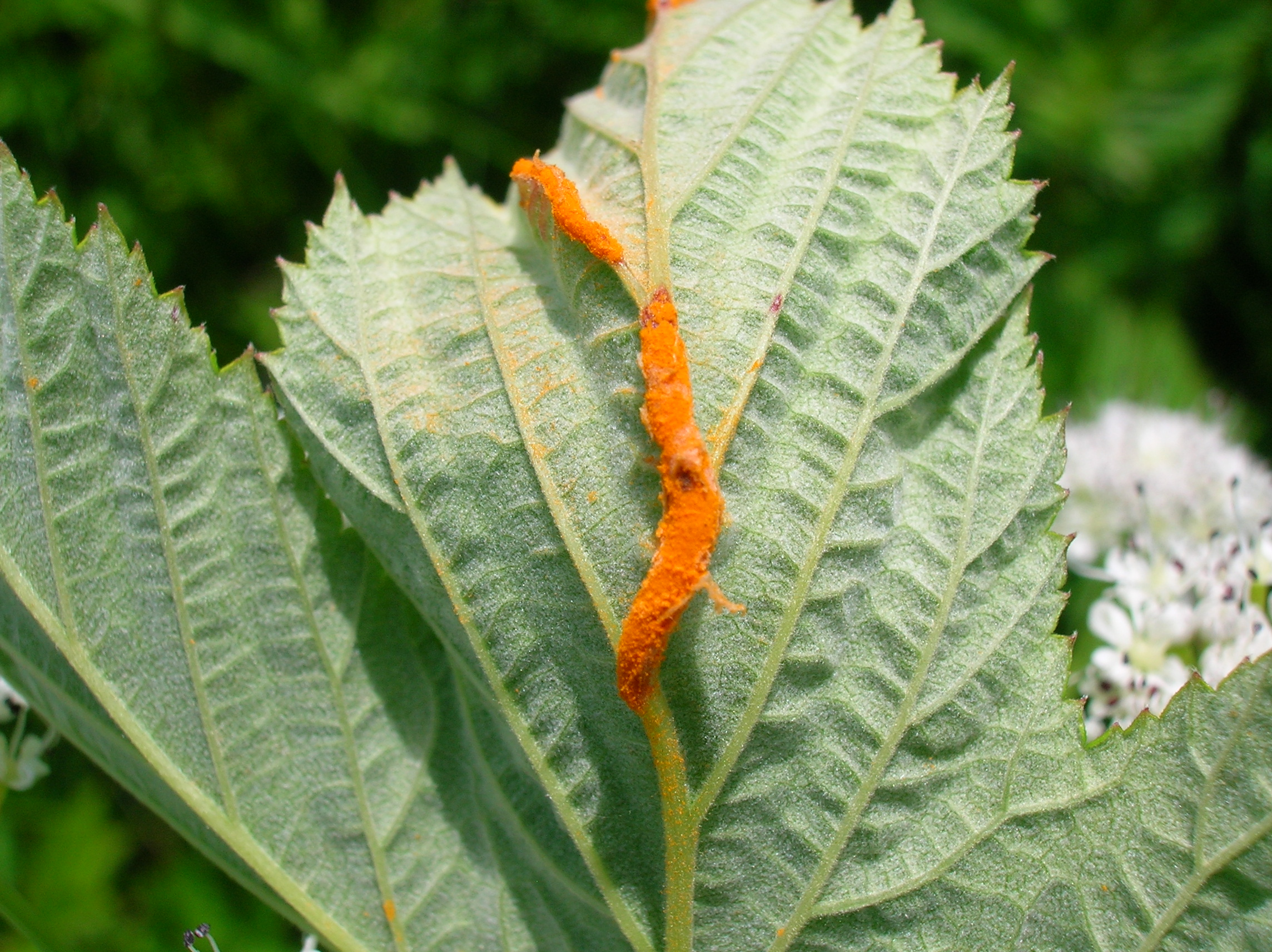
Uredinia van Triphragmium ulmariae
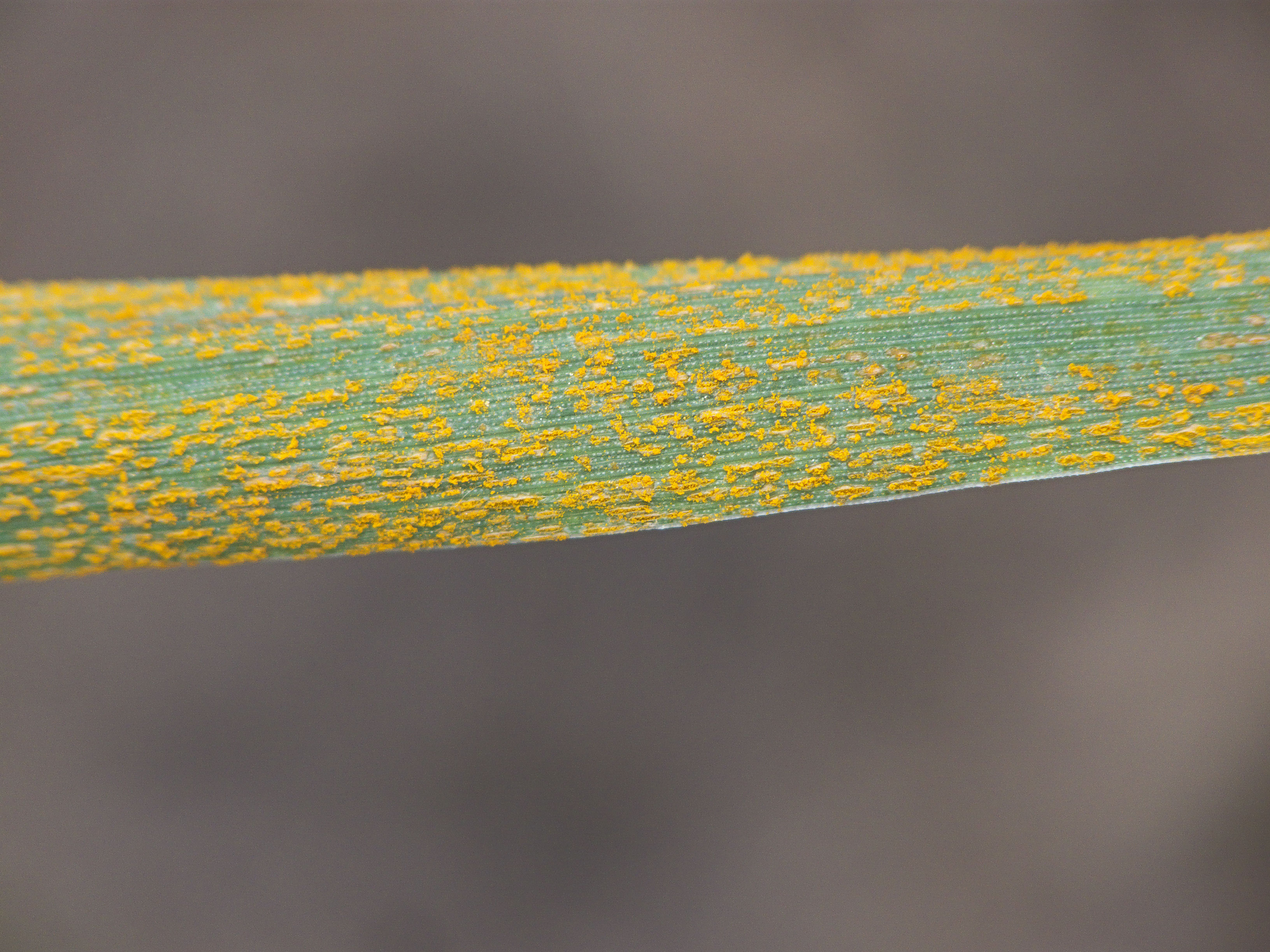
Uredinia van gele roest op triticale
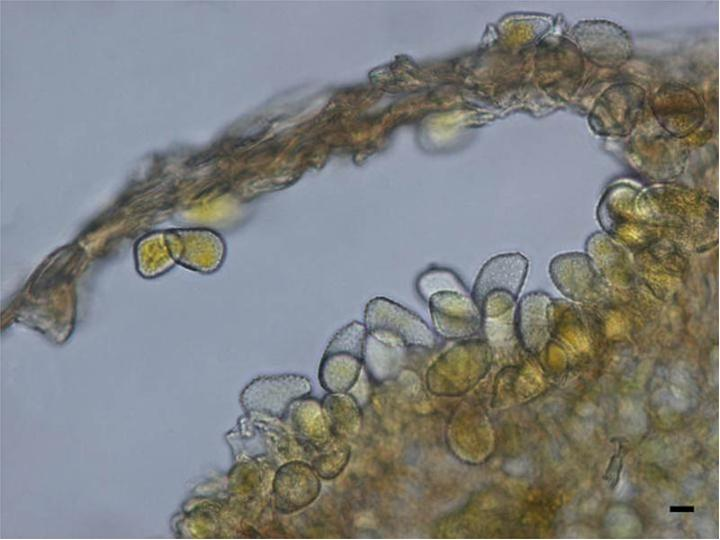
Uredinium met uredosporen van Puccinia thaliae op Canna indica
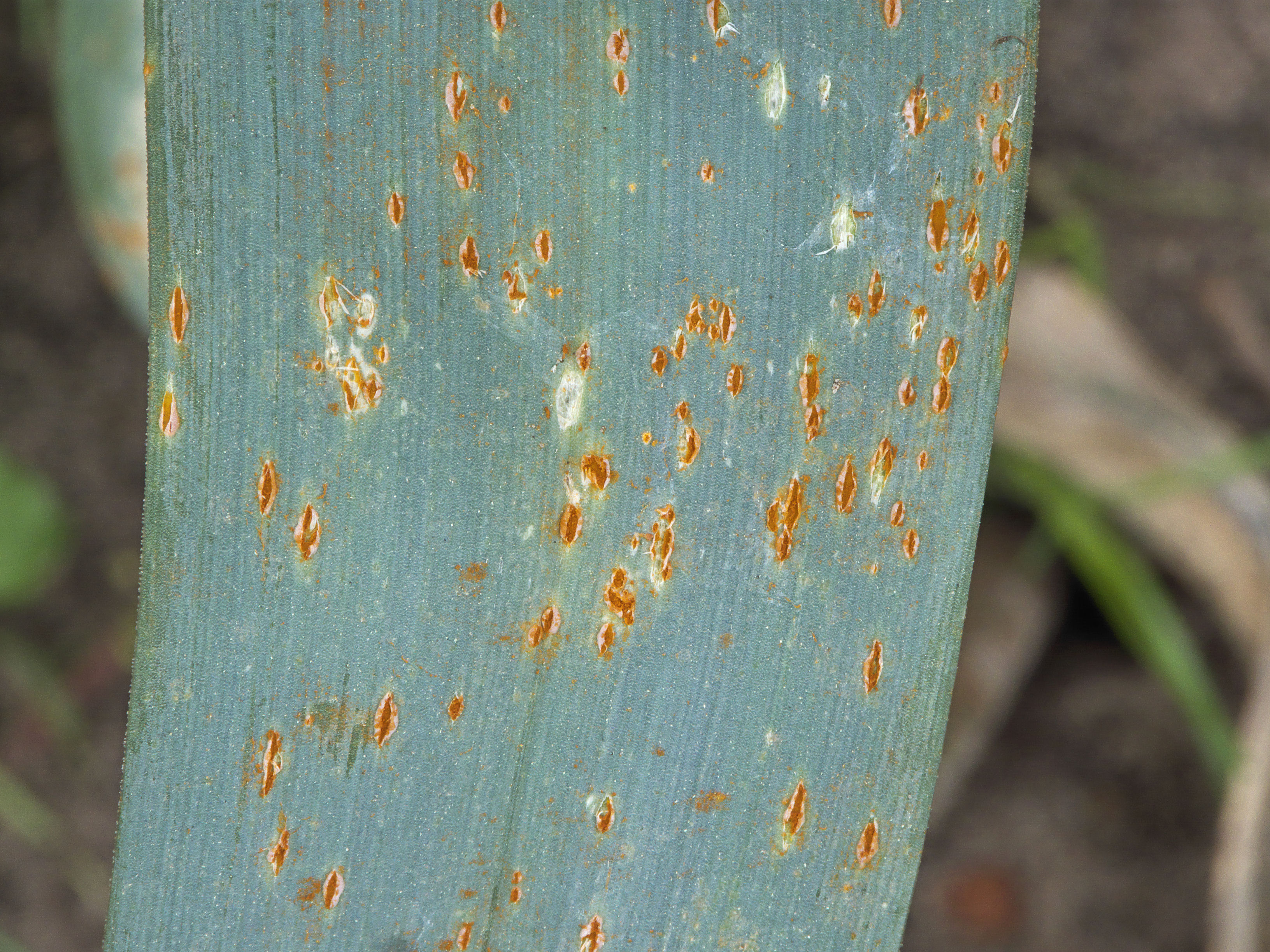
Uredinia bij roest op prei
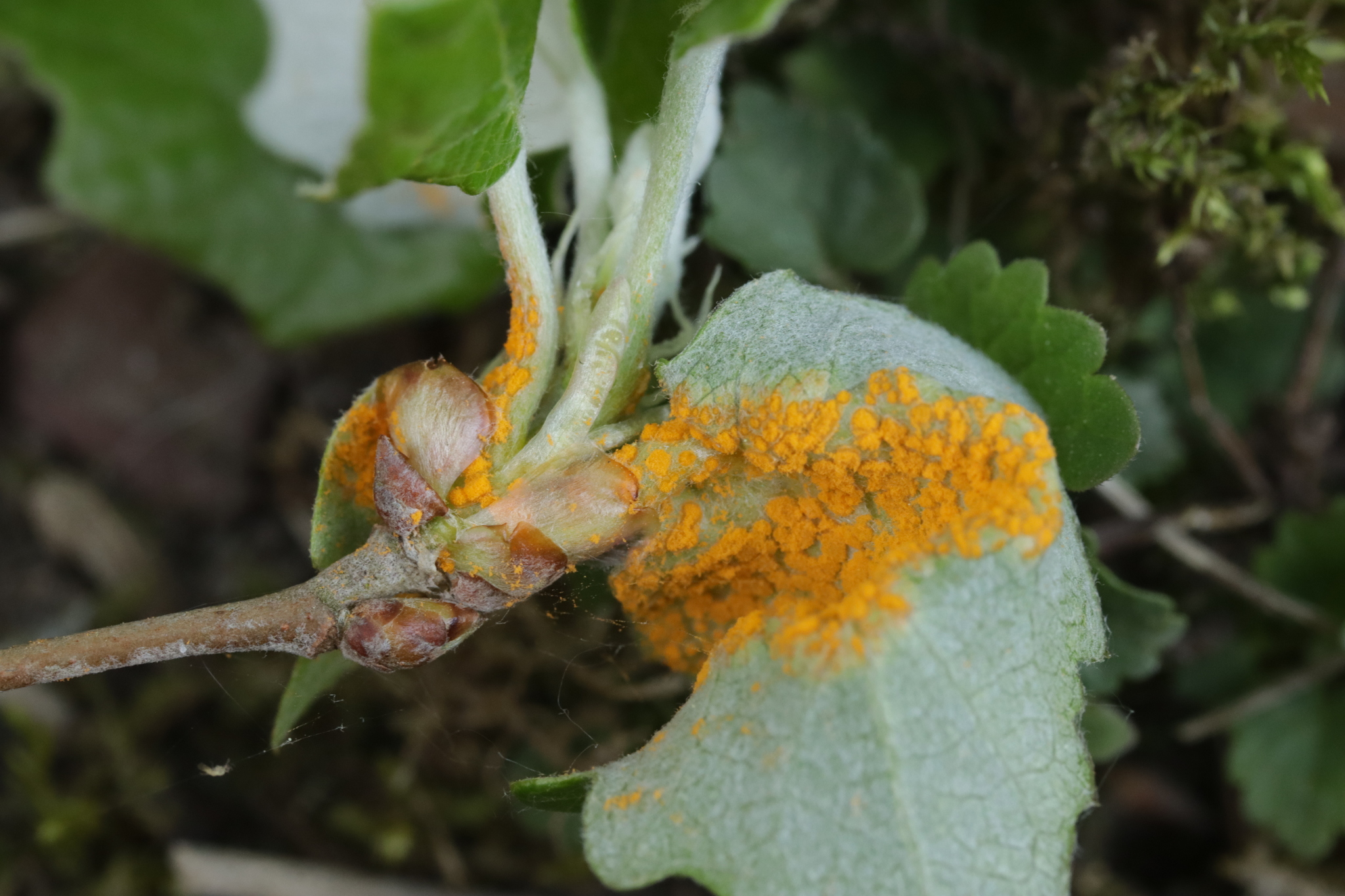
Uredinia bij Melampsora aecidioides
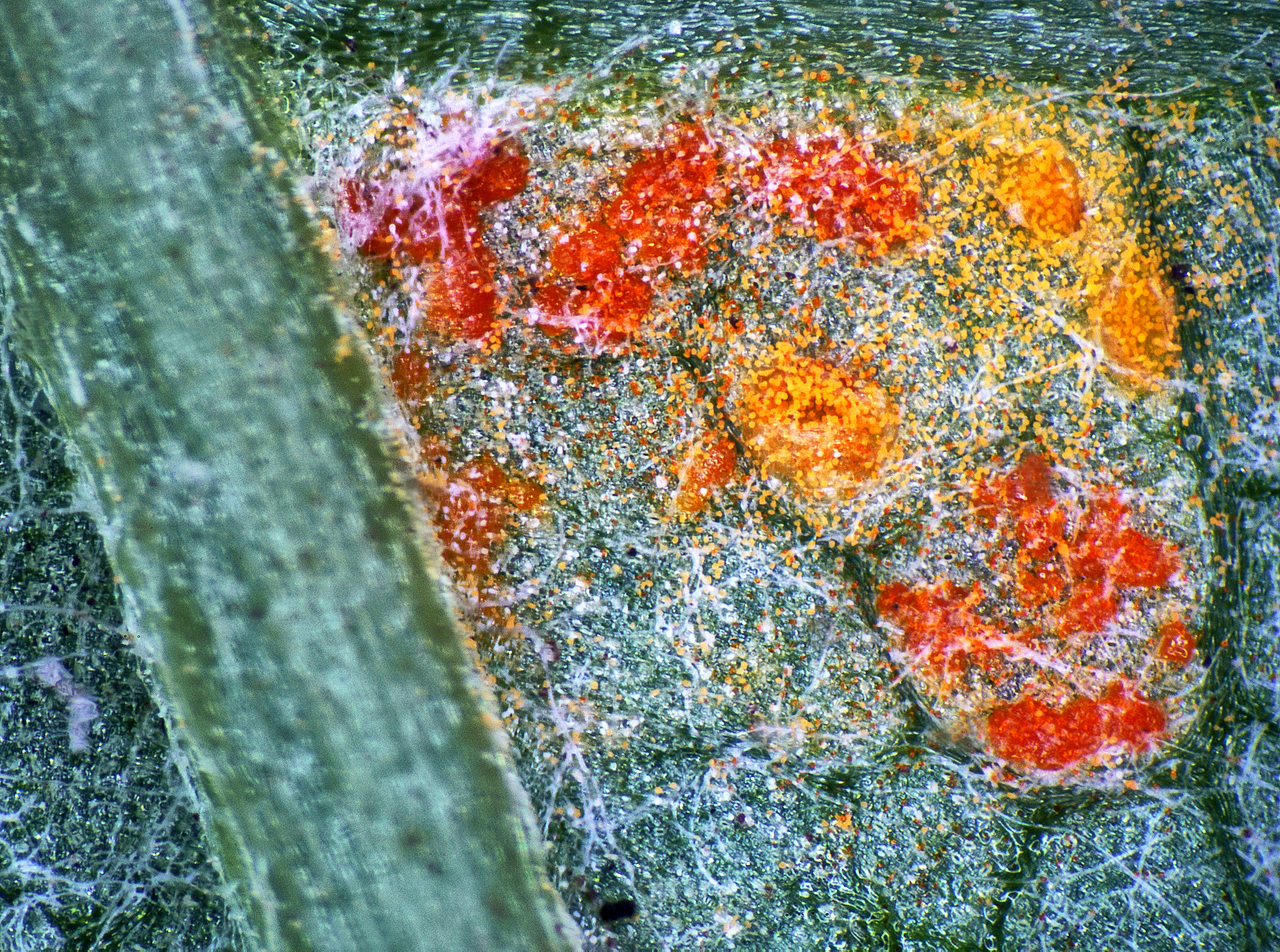
Uredinia bij gemene oranje roest (Coleosporium tussilaginis)
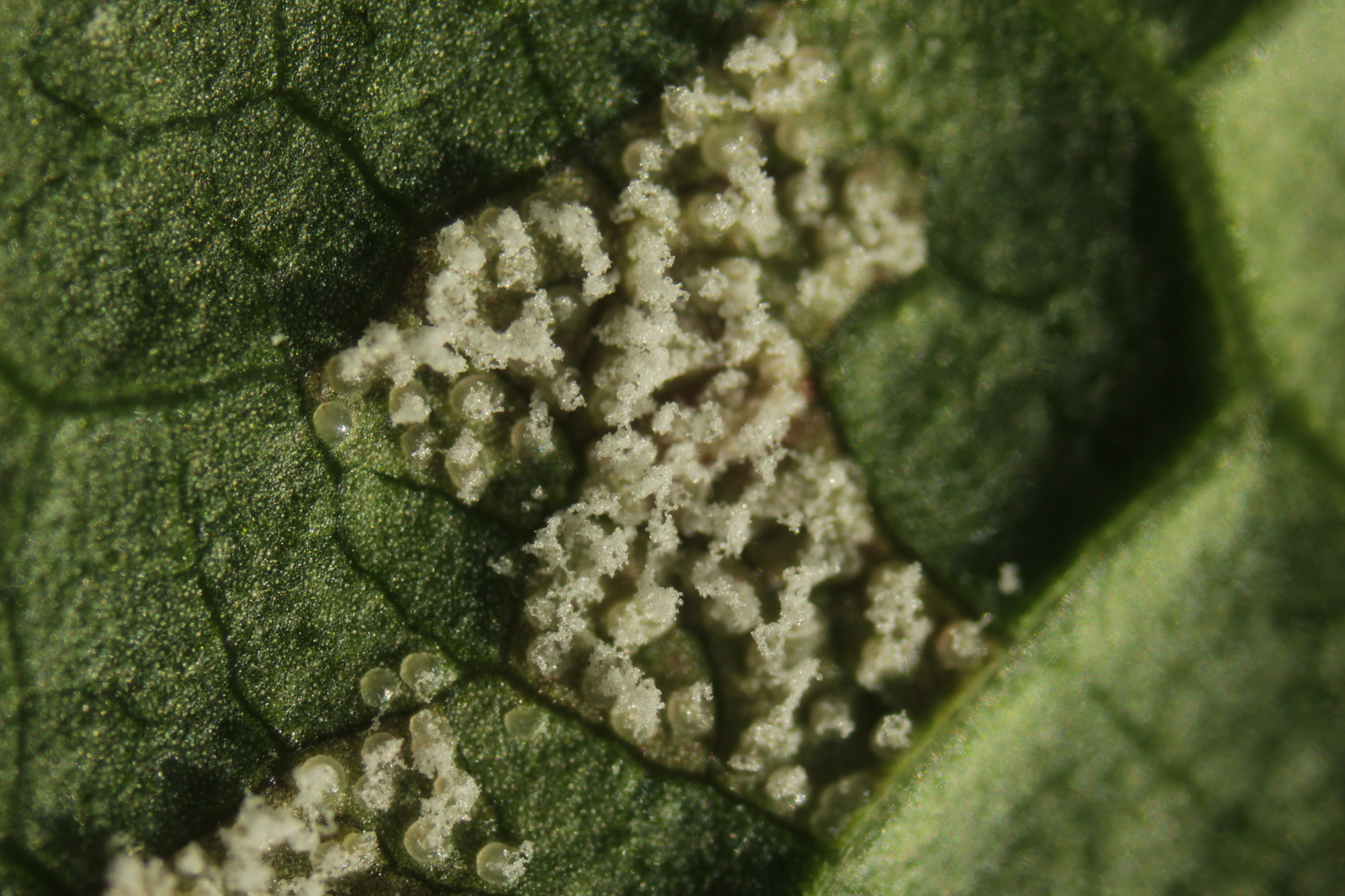
Uredinia bij Pucciniastrum areolatum op gewone vogelkers
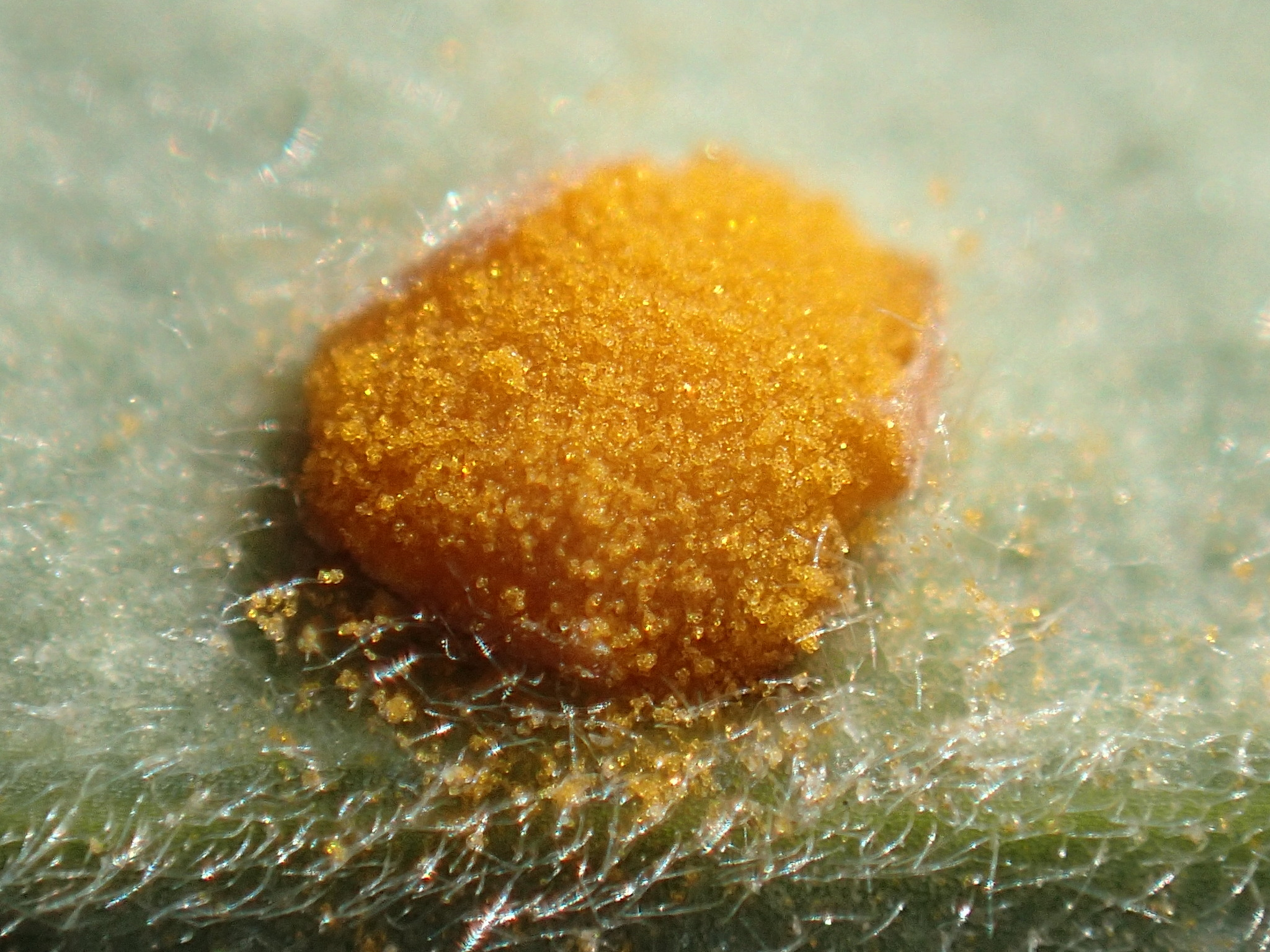
Uredinium van wolfsmelkroest
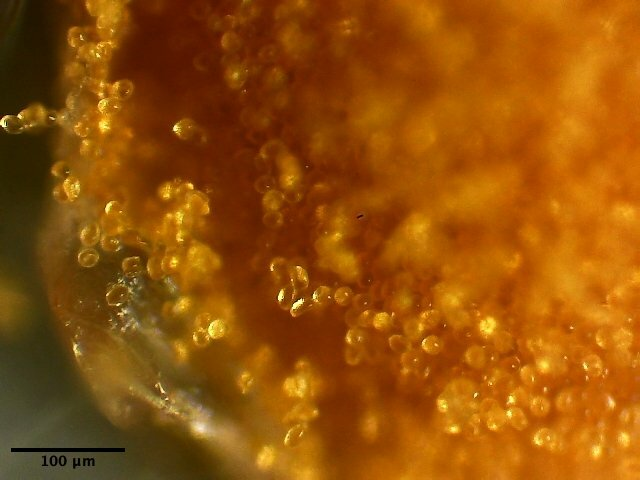
Uredinium van wolfsmelkroest
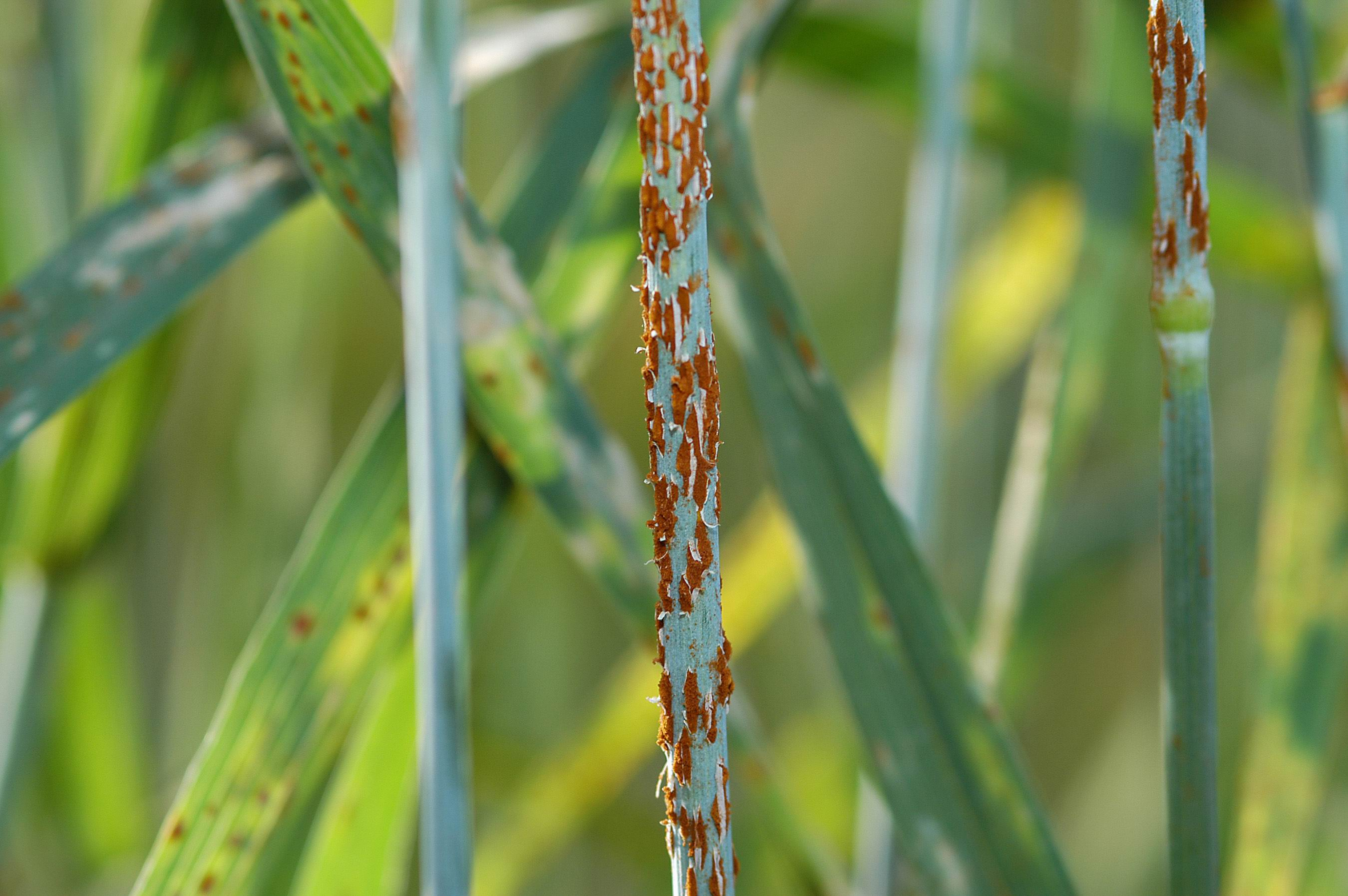
Zwarte roest op een stengel van gewone tarwe
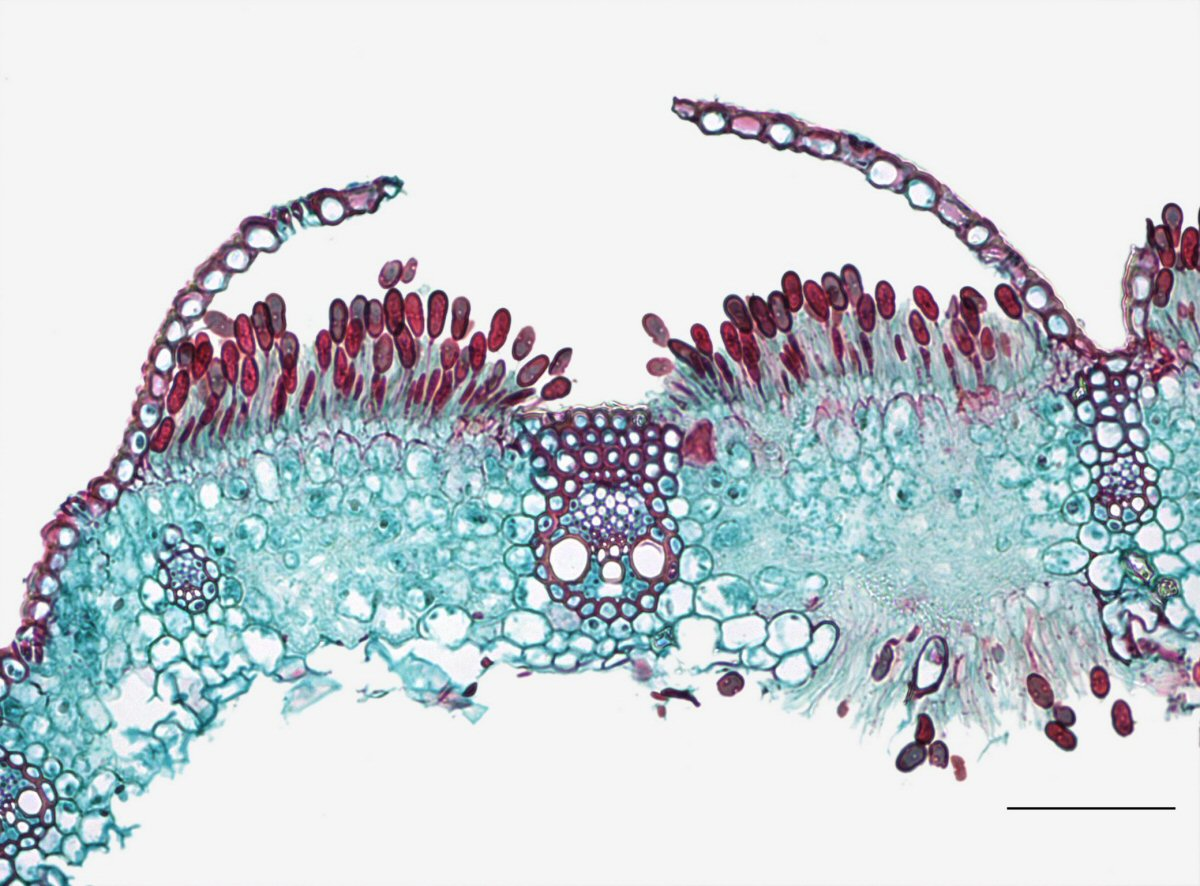
Zwarte roest